# Вважайте мене дорослим
Вважайте мене дорослим (рос. Считайте меня взрослым) — радянський художній фільм 1974 року, знятий режисером Дмитром Крупком на Кіностудії ім. М. Горького.

## Сюжет
Випускник ПТУ Костя Адонін поступає працювати на завод. Його наставником стає колишній офіцер Анатолій Пасічник. Якось Костя робить брак у роботі. Слюсар Мильников усуває брак і взагалі веде себе по відношенню до учня непедагогічно. Зрештою Костя відкидатиме «ведмежі послуги» Мильникова і навчиться виконувати свою роботу так, щоб за неї не було соромно.

## У ролях
- Євген Гаврилов — Костя
- Євген Трифонов — Микола Федорович Пасічник, слюсар
- Борис Чунаєв — Мильников
- Р. Гришко — Ксана Борисівна
- М. Денисюк — Галя
- С. Проскурін — Федя
- Юрій Медведєв — епізод
- Марина Дюжева — епізод
- Валентина Ананьїна — епізод
- Надія Карпушина — Рая
- Віктор Рождественський — епізод
- Петро Чернов — епізод
- Сергій Жихарєв — епізод
- Микола Шавикін — епізод
- Н. Глазова — епізод
- Н. Жернова — епізод
- Павло Волчков — епізод
- Зоя Толбузіна — епізод

## Знімальна група
- Режисер — Дмитро Крупко
- Сценаристи — Тетяна Калецька, Олександр Гельман
- Оператор — Олександр Хвостов
- Композитор — Михайло Зів
- Художник — Ной Сендеров